# ГТЭС «Терёшково»
ГТЭС «Терёшково»  — парогазовая тепловая электростанция (ПГУ-ТЭЦ), расположенная в районе Солнцево г. Москвы. Одна из самых новых тепловых электростанций России (введена в эксплуатацию в 2012 году) и одна из первых, построенных на частные инвестиции. Собственник станции — ООО «Росмикс».

## Конструкция станции
ГТЭС «Терёшково» представляет собой тепловую парогазовую электростанцию с комбинированной выработкой электроэнергии и тепла (ПГУ-ТЭЦ). Установленная мощность электростанции — 170 МВт, тепловая мощность — 150 Гкал/час. Основное и резервное топливо — природный газ.
Основное генерирующее оборудование станции включает в себя три газовые турбины LM 6000 PD Sprint мощностью по 47,8 МВт с вертикальными котлами-утилизаторами КУП двух давлений с дожиганием, а также паровую теплофикационную турбину MTD 40CE мощностью 26,6 МВт. Производитель газовых турбин — фирма General Electric (CIF), котлов-утилизаторов — фирма Aalborg Engineering (Дания), паровой турбины — фирма Škoda (Чехия). Система охлаждения построена с использованием вентиляторных градирен. В перспективе возможно расширение станции с монтажом ещё трёх газовых турбин и пикового водогрейного котла. КПД электростанции составляет 49,2 %. 
Генераторы газовых турбин подключаются каждый к своему распредустройству 11,5 кВ и далее к трансформаторам 110/11,5/10,5 кВ мощностью 63/63/63 МВА подключаются на
Генератор паровой турбины подключается к трансформатору 110/15 кВ мощностью 100 МВА. В энергосистему электроэнергия выдаётся через комплектное распределительное устройство элегазовое (КРУЭ) напряжением 110 кВ по двум линиям электропередачи на подстанцию «Чоботы». Кроме того, электроэнергия также передаётся местным потребителям по линиям электропередачи напряжением 10 кВ.

## Экономическое значение
Основной задачей ГТЭС «Терёшково» является электро- и теплоснабжение района Солнцево г. Москвы. Непосредственно примыкает к районной тепловой станции (РТС) «Терёшково» и частично заменяет её в качестве источника теплоснабжения.

## История строительства и эксплуатации
Строительство электрогенерирующих мощностей на площадке РТС «Терёшково» рассматривалось в разных вариантах с 2002 года. Сооружение ГТЭС «Терёшково» было санкционировано распоряжениями правительства Москвы № 3-ПП от 13 января 2004 г. «О развитии генерирующих мощностей в городе Москве» и № 688-РП от 26 апреля 2005 г. «Об итогах закрытого конкурса по выбору инвестора на реализацию инвестиционного проекта строительства газотурбинной электростанции ГТЭС „Терешково“». Контракт на строительство станции был подписан между ООО «РОСМИКС» и Правительством Москвы 4.10.2005 г., в качестве генерального подрядчика была выбрана турецкая фирма «Zorlu Endustriyel». Строительство станции было начато, по разным данным, в июле 2005 года или в апреле 2007 года и планировалось к завершению в конце 2007 года, но по причине затруднений с подключением к газораспределительным сетям ГТЭС «Терёшково» была введена в эксплуатацию только в 2012 году.